# صخره قارچی

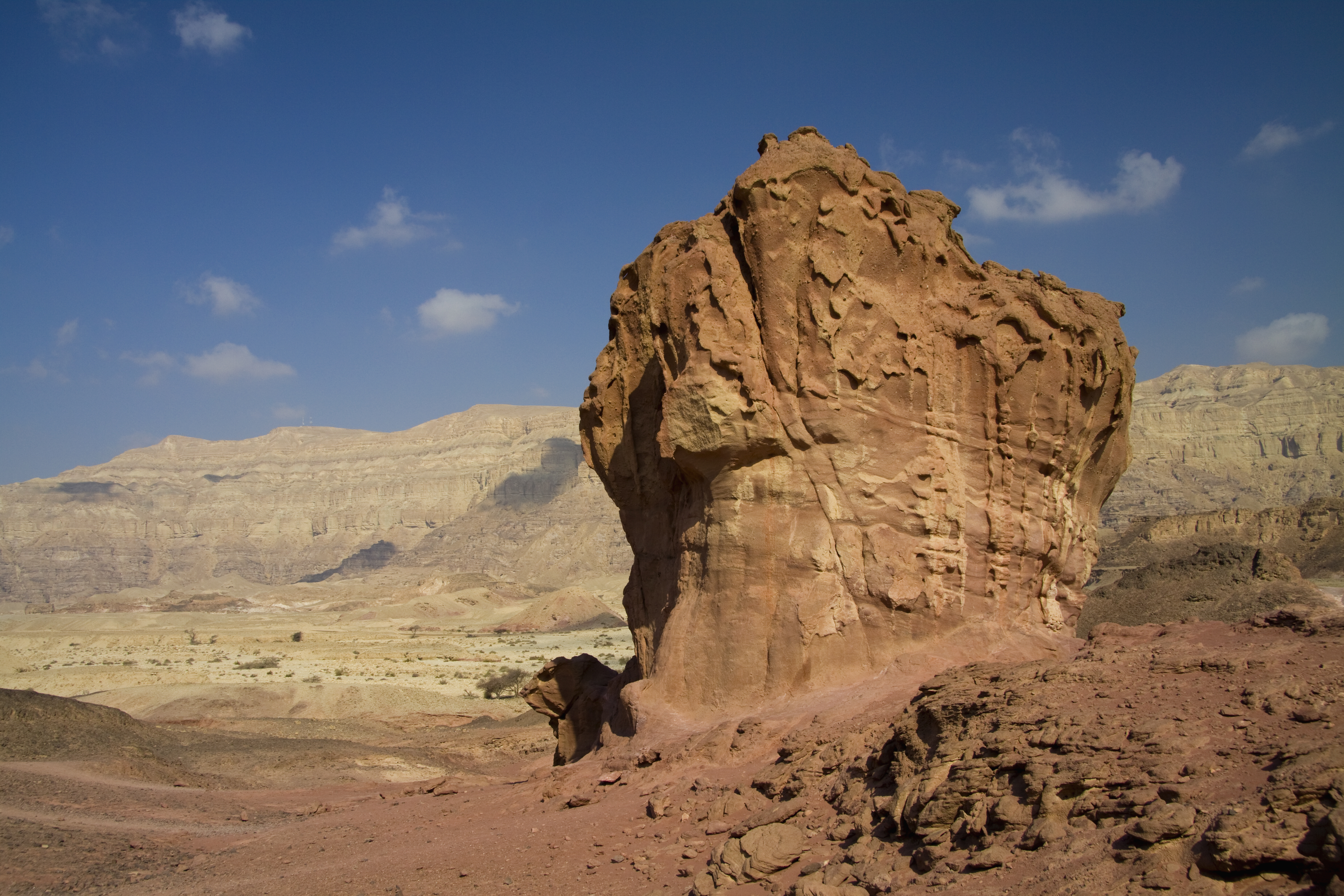
سنگ قارچ در دره تیمنا، اسرائیل

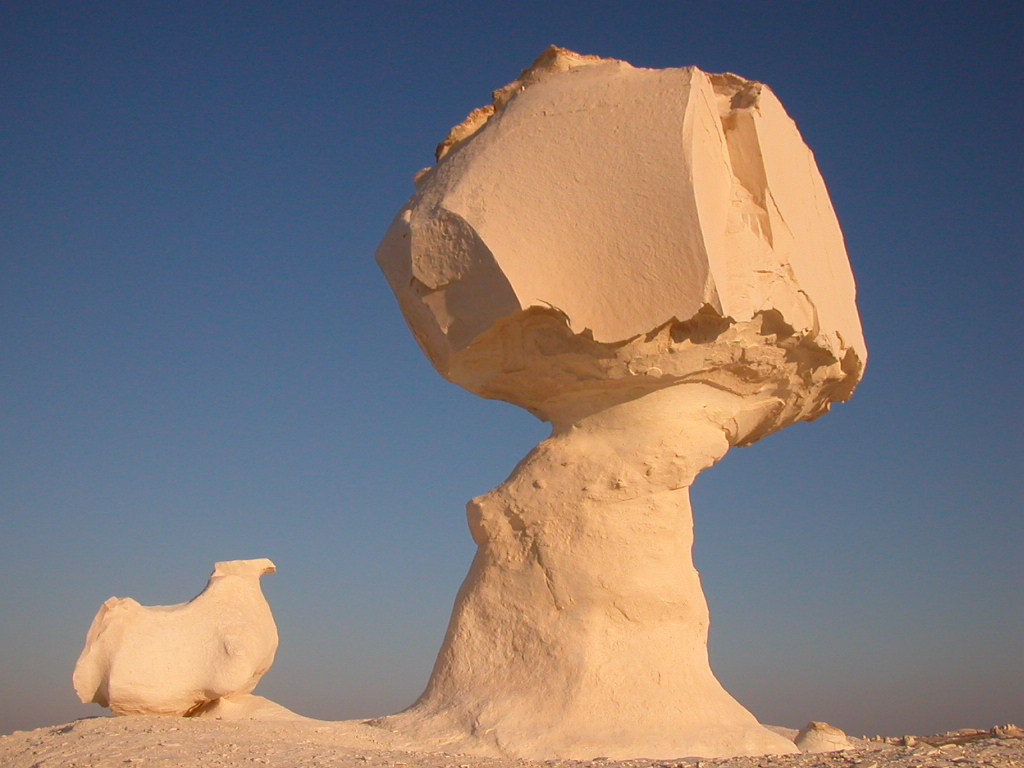
سنگ قارچ در مصر

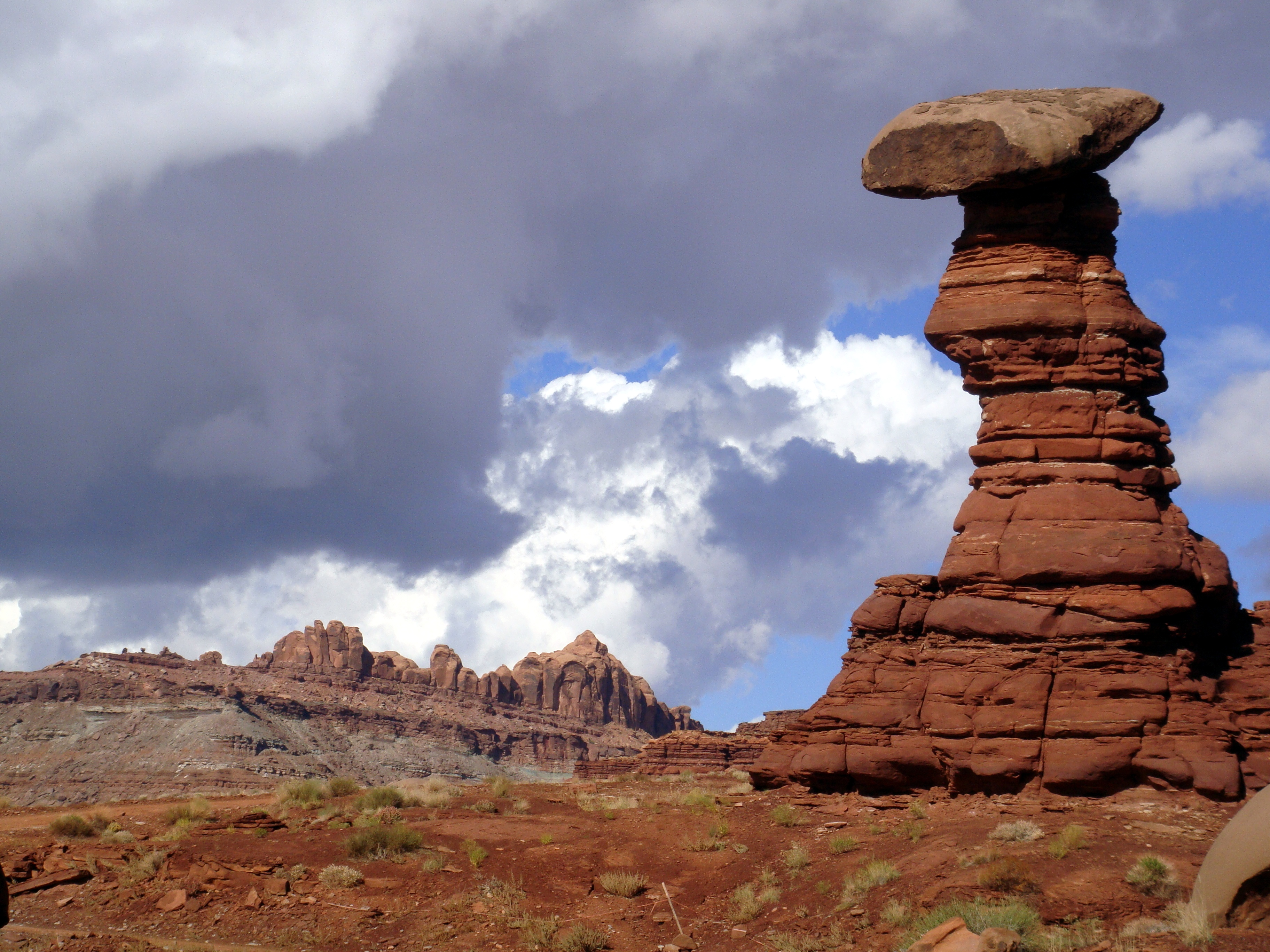
سنگ قارچ در غرب موآب، یوتا

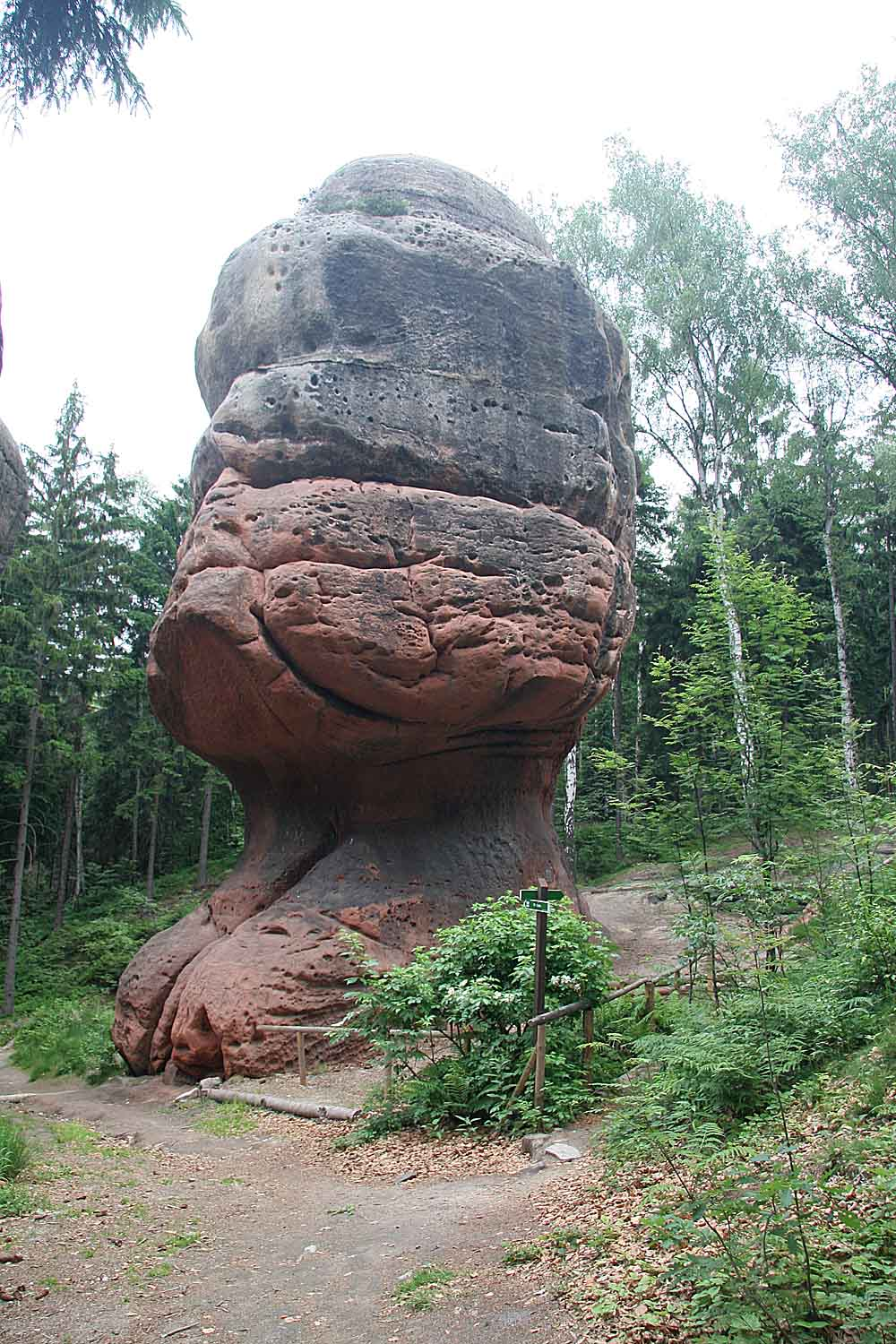
کلچشتاین ("صخره جام") در نزدیکی اویبین، کوه‌های لوستیان، آلمان

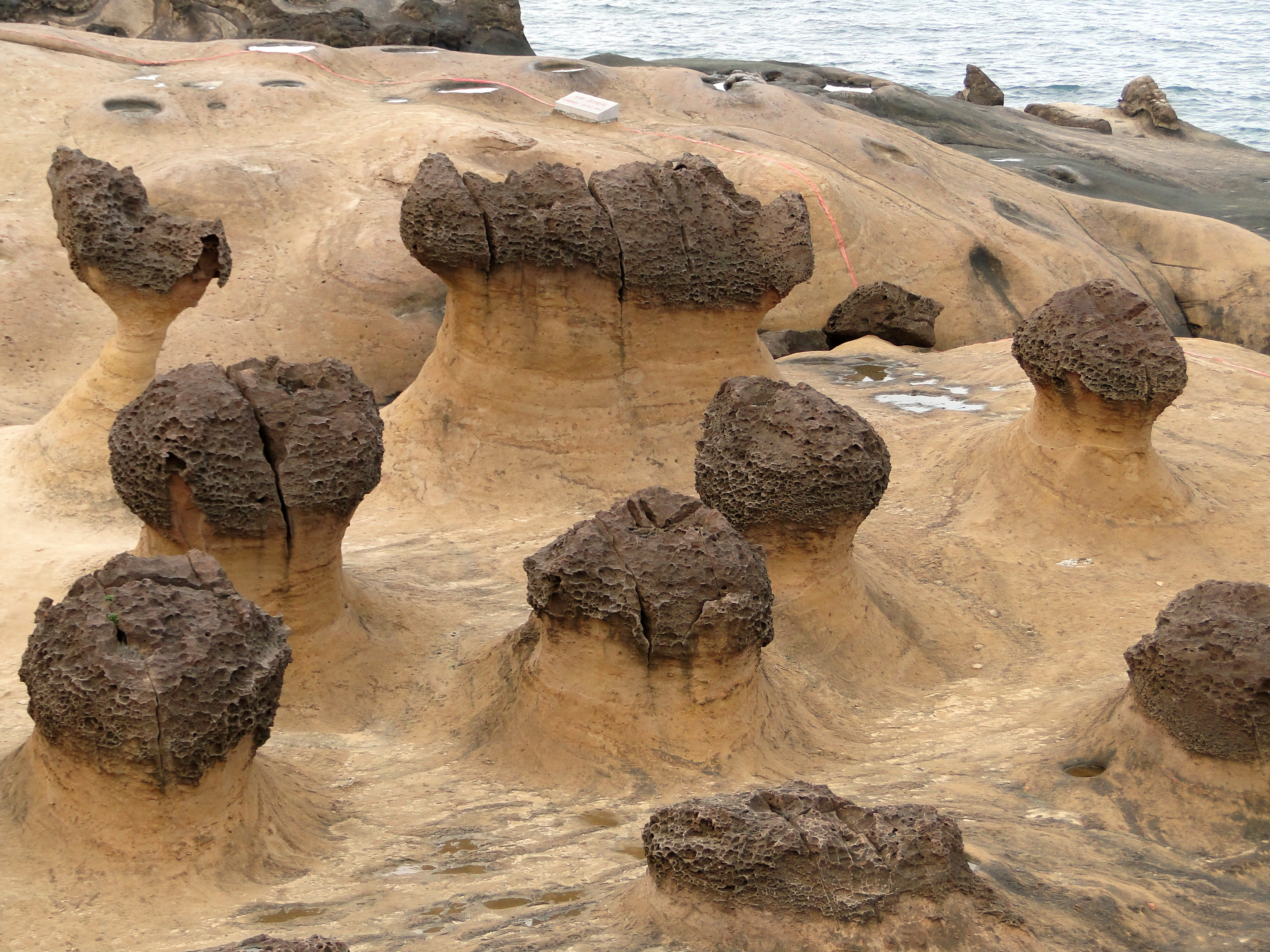
سنگ قارچ در تایوان، یلیو

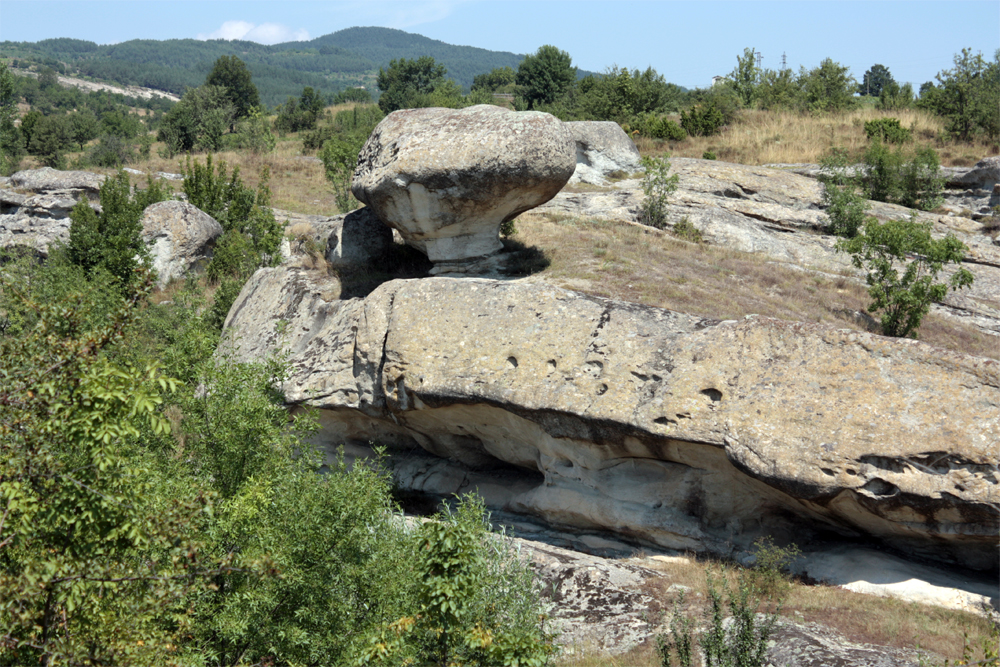
صخره‌های قارچ در منطقه کارژالی، بلغارستان

صخره قارچی ، که صخره پایه‌دار نیز نامیده می‌شود ، سنگی است طبیعی که شکل آن، همان‌طور که از نامش پیداست، شبیه قارچ است. سنگ‌ها به طرق مختلف تغییر شکل می‌دهند: در اثر فرسایش و هوازدگی، تأثیرات یخبندان یا در اثر یک اختلال ناگهانی. سنگ قارچ مربوط به کلوت است، اما متفاوت است.
صخره قارچی شبیه قارچ است که در اثر فرسایش باد ایجاد می‌شود. در ارتفاع متوسط ۲ تا ۳ فوت (۰٫۶ تا ۰٫۹ متر) از پایه، ظرفیت حمل مواد باد در حداکثر خود است، بنابراین سایش (فرسایش توسط باد که در آن مواد حمل شده به سطح صخره در معرض برخورد قرار می‌گیرد و آن را صیقل می‌دهد یا خراش می‌دهد) نیز به حداکثر می‌رسد. در برخی موارد، سنگهای سخت‌تر به صورت افقی بر روی سنگ نرم‌تر چیده شده و منجر به چنین فرسایشی می‌شوند.